# Porte du non-retour
La Porte du non-retour est un arc mémorial en béton et bronze dans la ville de Ouidah, au Bénin. L'arc, qui se trouve sur la plage érigé en 1995 à l'initiative de l'UNESCO. Elle commémore la déportation des millions de captifs mis en esclavage en direction des colonies d'outre-Atlantique dans la traite négrière.

## Créateurs
Plusieurs artistes ont collaboré avec l'architecte du projet, Yves Ahouen-Gnimon. Les colonnes et bas-reliefs sont les créations de l'artiste béninois Fortuné Bandeira, les egungun, d'Yves Kpede, et les bronzes, de Dominque Kouas Gnonnou,.

## Rénovation et réhabilitation
La Porte du non-retour est fermée au public depuis août 2020 pour rénovation. En novembre 2021, les travaux ne sont toujours pas terminés. En mars 2025 le lieu ne comporte plus de travaux, il est ouvert au public.